# Ocotea foetens
Ocotea foetens, conhecida popularmente como til, é uma espécie da família das lauráceas, endémica da laurissilva da Macaronésia. Como as restantes espécies do género Ocotea, o til é rico em óleos essenciais, os quais conferem um odor desagradável à sua madeira (daí o nome foetens, latim para fétido). É raramente utilizada como ornamental.
Possui parentesco com a itaúba e a imbuia, espécies sul-americanas.

## Características
O til é uma árvore perenifólia que atinge entre os 8 e os 20–30 m de altura, podendo alguns espécimes atingir os 40 m. O tronco é rugoso e irregular, coberto por uma casca escura. A madeira é escura e dura, libertando um odor característico quando recentemente cortada. São frequentes os exemplares com múltiplos troncos ou com troncos fortemente ramificados a partir da base. Os ramos jovens são delgados, angulosos, com tegumento liso, por vezes avermelhado nas zonas de crescimento recente.
As folhas, com 9–12 cm de comprimento e 3-5 de largura, são oblongo-lanceoladas a quase elípticas, acuminadas e ligeiramente recortadas na base. Nas plantas adultas, as folhas são de textura coriácea, lustrosas em ambas as faces, de cor verde escura mais intensa na face superior, tendo na face inferior pequenas vesículas nas axilas das nervuras. Os pecíolos são caniculados e curtos (até 15 mm de comprimento).
As flores de ambos os sexos são esbranquiçadas, com laivos de verde e amarelo pálido, libertando um leve odor adocicado. O perianto é de 6 peças, tendo as masculinas 9 estames. A época de floração máxima vai de Junho a Agosto.
O fruto é uma baga dura e carnosa com cerca de 3 cm de comprimento, recoberta na sua metade anterior por uma cúpula, dando-lhe um aspecto semelhante a uma bolota. O fruto é verde escuro, escurecendo progressivamente com o amadurecimento. A cúpula lenhifica-se e endurece com o amadurecimento. O fruto tem uma única semente, envolta num tegumento duro e ligeiramente lenhificado. Os frutos caem desprendendo-se da cúpula, ficando de cor negra passados alguns dias no solo. Os frutos servem de alimento a diversas aves, sendo importantes na dieta do pombo-torcaz. A germinação é difícil, sendo favorecida pela humidade e pela luz. As plântulas toleram mal a sombra.

## Distribuição
O til é endémico da Macaronésia, sendo nativo nos arquipélagos da Madeira e Canárias, aparecendo na laurissilva, em geral entre os 400 e os 1400 m de altitude. Nas Canárias está presente em todas as ilhas, excepto Lanzarote e Fuerteventura. No arquipélago da Madeira, está ausente do Porto Santo. No arquipélago dos Açores trata-se de uma espécie introduzida nas ilhas das Flores, Faial, Terceira, São Miguel e Santa Maria.